# Ledina (Chorwacja)
Ledina – wieś w Chorwacji, w żupanii zagrzebskiej, w gminie Preseka. W 2011 roku liczyła 198 mieszkańców.